# Joe Jeanette
Jeremiah "Joe" Jeannette (anche Jennette) (North Bergen, 26 agosto 1879 – 2 luglio 1958) è stato un pugile statunitense.
È considerato uno dei migliori pesi massimi afroamericani dell'inizio del XX secolo.
La International Boxing Hall of Fame lo ha riconosciuto fra i più grandi pugili di ogni tempo.

## Gli inizi
Professionista dal 1904.

## La carriera
Celebri gli incontri con Jack Johnson, Sam McVey e Sam Langford.